# ری کرزویل
رِی کرزویل (به انگلیسی: Ray Kurzweil) (زادهٔ ۱۲ فوریهٔ ۱۹۴۸ در کویینز، نیویورک) دانشمند علوم رایانه، نویسنده، مخترع و آینده‌پژوه آمریکایی است. علاوه براین او علاقه‌مند به حوزه‌های متن به گفتار، نویسه‌خوان نوری و ابزار الکترونیکی کی‌بورد، می‌باشد. او مدال‌های بسیاری را کسب کرده‌است. از جمله، در سال ۱۹۹۹، مدال ملی فناوری و نوآوری را نصیب خود کرد.

## آثار وی
کرزویل پدیدآورندهٔ کتاب‌های متعددی ازجمله هوش مصنوعی، تگینگی نزدیک است (به انگلیسی: Singularity is Near)، ترابشریت، آینده‌پژوهی و عصر ماشین‌های معنوی و نیز چگونگی خلق یک ذهن (به انگلیسی: How to create a mind) می‌باشد. او مدافع حرکت‌ها حول آینده‌پژوهی و ترابشریت و نگاه خوش‌بینانه‌ای به تمدید حیات، آیندهٔ فناوری نانو، رباتیک و زیست‌فناوری دارد. کورتْزْوایْل در زمینهٔ تغذیه، سلامت و نامیرایی نیز سه کتاب نوشته‌است.

## برخی اختراع‌ها

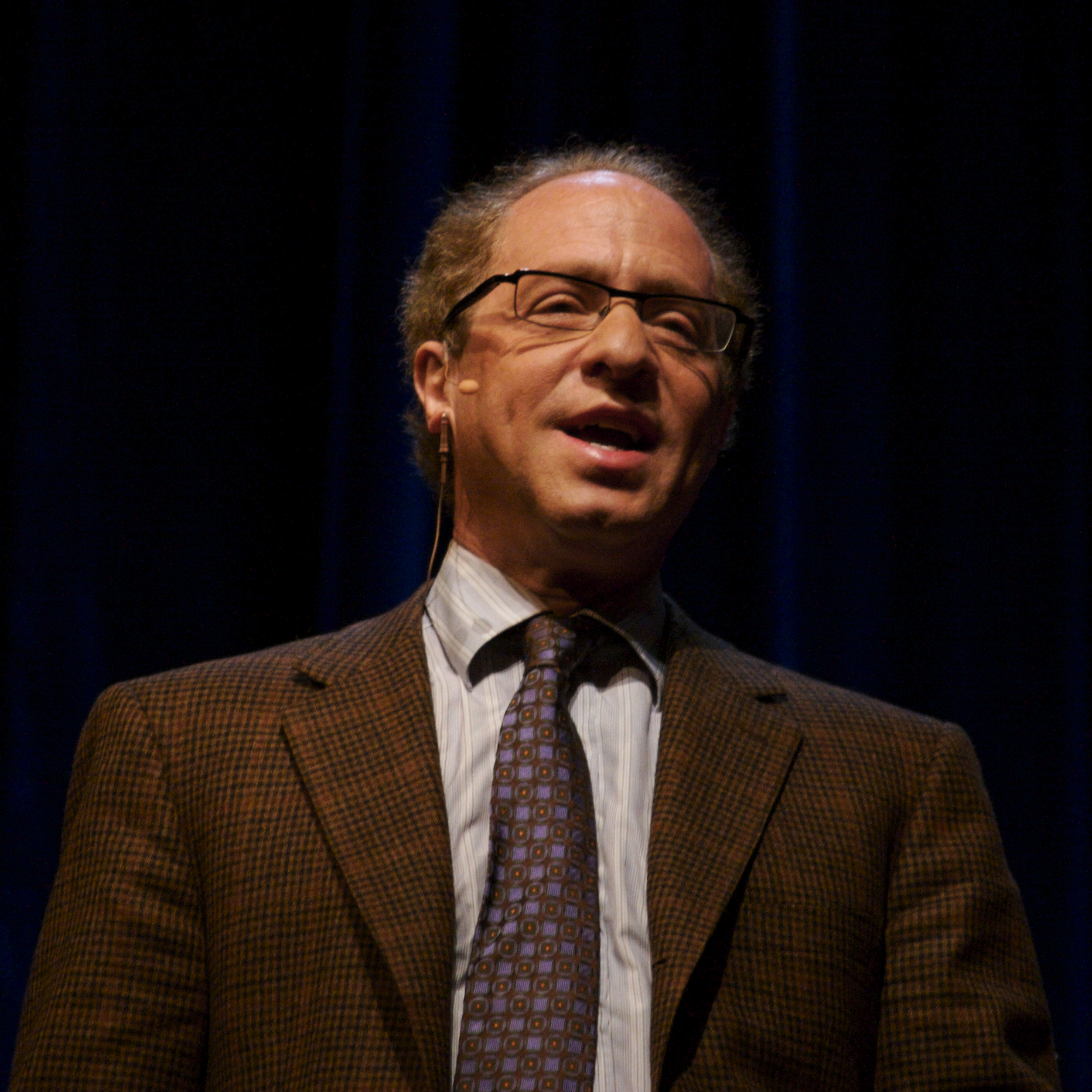
ریموند کورزویل در اجلاس تکینگی در دانشگاه استنفورد در سال ۲۰۰۶

او مخترع اصلی‌ی دستگاه بارجفت‌شده و اسکنر انعکاسی (به انگلیسی: flatbed scanner) است. او نخستین قلم (رایانه) از نوع اُمنی (به انگلیسی: omni-font)، نویسه‌خوان نوری و اولین ماشین متن به گفتار را برای نابینایان اختراع کرد. کورتْزْوایْل، نویسه‌خوان نواری تجاری و نوعی سینث‌سایزر را با نام (به انگلیسی: Kurzweil K250) را ساخت.

## تمدید حیات
او باور دارد که نامیرایی، تا سال ۲۰۵۰ دست‌یافتنی است، و در این راه قائل به فناوری‌هایی همچون نانو روبات‌های (به انگلیسی: nanobots) تعمیرکنندهٔ بدن می‌باشد. کورتْزْوایْل روزانه بالغ بر ۱۵۰ قرص دارویی مصرف می‌کند تا فرایند پیری بدن خود را به تأخیر بیندازد. او ادعا می‌کند در طی بیست و دو سالی که دارو مصرف می‌کرده، تنها به اندازهٔ دو سال پیر شده‌است.